# Audresselles
Audresselles település Franciaországban, Pas-de-Calais megyében. Lakosainak száma 616 fő (2022. január 1.). Audresselles Audinghen, Ambleteuse és Bazinghen községekkel határos.

## Népesség
A település népességének változása:
| Lakosok száma | 684  | 679  | 668  | 649  | 636  | 634  | 628  | 624  | 616  |
|               | 2013 | 2015 | 2016 | 2017 | 2018 | 2019 | 2020 | 2021 | 2022 |